# Метисо
Метисо (исп. Mestizo music) — музыкальный стиль, в котором объединены музыкальные стили Латинской Америки, такие как сальса, румба, самба с поп- и рок-музыкой, особенно со ска, хип-хопом, регги, электронной и панк-роком.
Поскольку метисами называли потомков смешения различных расовых групп, например европейцев и индейцев, то испанский термин «música mestiza» первоначально использовались в Латинской Америке для обозначения музыкального стиля, который состоял из смеси европейской и индейской музыки. С 1990-х звукозаписывающие компании стали называть «метисной музыкой» слияние латиноамериканской, поп- и рок-музыки.
Тексты песен часто политизированны, выражают социальные проблемы. Многие песни о судьбах иммигрантов в США или Испании. Однако, следует помнить, что Метисо, прежде всего, танцевальная музыка.
Известные представители этого направления Amparanoia, Manu Chao, Ska-P, Mano Negra, Ska Cubano, Talco, Ojos de Brujo, Cheb Balowski, Panteón Rococó, Karamelo Santo, Abuela Coca, Celia Mara, No Te Va Gustar, Fermin Muguruza, Che Sudaka, Sergent Garcia, Costo Rico, Zebda, Kuela Beech и Amparo Sánchez.